# Martin Büchel
Martin Büchel (Ruggell, 19 de febrero de 1987) es un exfutbolista liechtensteiniano que jugaba en la demarcación de centrocampista para el F. C. Ruggell.

## Biografía
Martin Büchel empezó en el mundo del fútbol jugando en las filas menores del FC Ruggell. Posteriormente, debutó como futbolista profesional en 2005 a los 18 años de edad con el FC Vaduz, club de su país natal. Tras una temporada, Martin se mudó a Suiza y fichó por el FC Zürich. Jugó un total de cuatro temporadas en el club, y en 2010 Martin fue cedido al FC Vaduz, y al acabar la temporada, fue cedido de nuevo, esta vez al RCD de La Coruña "B". En 2012 volvió al FC Zürich, club en el que permaneció hasta final de 2012. Tras estar medio año sin equipo, fichó por el FC Unterföhring, equipo en el que permanece hasta la fecha.

## Selección nacional
Martin Büchel fue convocado con la selección de fútbol de Liechtenstein por primera vez en 2004 a la edad de 17 años. Desde entonces ha jugado un total de 57 partidos en los que ha marcado dos goles.

### Goles internacionales
| #  | Fecha                 | Estadio                                    | Contrario  | Gol | Resultado | Competición                                                  |
| -- | --------------------- | ------------------------------------------ | ---------- | --- | --------- | ------------------------------------------------------------ |
| 1. | 29 de febrero de 2012 | Ta' Qali National Stadium, Ta' Qali, Malta | Malta      | 1–2 | 1–2       | Partido amistoso                                             |
| 2. | 7 de junio de 2013    | Rheinpark Stadion, Vaduz, Liechtenstein    | Eslovaquia | 1–0 | 1–1       | Clasificación de UEFA para la Copa Mundial de Fútbol de 2014 |

## Clubes
| Club                               | País          | Año       | Partidos | Goles |
| ---------------------------------- | ------------- | --------- | -------- | ----- |
| F. C. Vaduz                        | Liechtenstein | 2005-2006 | 4        | 0     |
| F. C. Zürich                       | Suiza         | 2006-2010 | 61       | 3     |
| F. C. Vaduz (cedido)               | Liechtenstein | 2010      | 9        | 0     |
| R. C. D. de La Coruña "B" (cedido) | España        | 2011      | 12       | 1     |
| F. C. Zürich                       | Suiza         | 2011-2012 | 24       | 3     |
| F. C. Unterföhring                 | Alemania      | 2013-2018 | 74       | 1     |
| F. C. Zürich II                    | Suiza         | 2018-2019 | 6        | 0     |
| F. C. Red Star Zürich              | Suiza         | 2019-2021 | 16       | 0     |
| F. C. Ruggell                      | Liechtenstein | 2021-2022 | 0        | 0     |

## Palmarés
FC Vaduz
- Copa de Liechtenstein: 2005, 2006, 2010

FC Zürich
- Super Liga Suiza: 2006, 2007, 2009